# Concha Méndez
Pour les articles homonymes, voir Méndez.
Concepción Méndez Cuesta, dite Concha Méndez, née à Madrid en 1898 et morte à Mexico en 1986, est une écrivaine, poétesse, dramaturge et scénariste espagnole, liée à la Génération de 27 et au groupe féministe las Sinsombrero.
Elle est l'une des participantes du projet universitaire de la Residencia de Señoritas et membre du Lyceum Club Femenino de Madrid.

## Biographie

### Parcours avant-guerre
Issue d'un milieu aisé, sportive et championne de natation, elle passe les étés en famille à Saint-Sébastien, où elle fait la connaissance de Luis Buñuel en 1919, avec qui elle entame une relation sentimentale qui dure sept années. Son cercle amical comprend notamment Maruja Mallo, Luis Cernuda, Rafael Alberti et Federico García Lorca.
Elle quitte très tôt le foyer familial et entame un périple qui la porte à Londres, Montevideo et Buenos Aires, où elle rencontre Guillermo de Torre, écrivain et critique de la rédaction littéraire du quotidien La Nación, dans lequel elle publie un poème par semaine. Elle se lie d'amitié avec Consuelo Berges et Alfonsina Storni. En 1926, elle publie Inquietudes, puis Surtidor (1928) et Canciones de Mar y Tierra (1930).
La proclamation de la République l'encourage à revenir en Espagne. Elle fréquente alors le club littéraire du Café Granja El Henar (1931) où Federico García Lorca lui présente l'imprimeur et poète Manuel Altolaguirre qui devient son mari. Parmi les témoins de leur mariage à l'église de Chamberí de Madrid se trouvent Federico García Lorca, Juan Ramón Jiménez, Jorge Guillén et Luis Cernuda. Le couple débute la publication de la revue Héroe, qui accueille les plumes de Juan Ramón Jiménez, de Miguel de Unamuno, de Pedro Salinas, de Luis Cernuda et de Jorge Guillén. Elle créé également les pièces de théâtre El personaje presentido (1931), El ángel cartero (1931) et El carbón y la rosa (1935) ainsi que les recueils de poésie avant-gardiste Vida a vida (1932), Niño y sombras (1936) et Lluvias enlazadas (1939).
Dans l'imprimerie qu'ils fondent à Madrid, et où travaille notamment le futur acteur galicien Serafín Ferro (Espoir, sierra de Teruel d'André Malraux), le couple diffuse les œuvres de la Génération de 27, comme par exemple Poésie, 1616 dont le titre fait référence à l'année de décès de Shakespeare et de Cervantes, et Caballo Verde para la Poesía de Pablo Neruda.

### Guerre d'Espagne et exil
Le couple se range du côté de la République dès le début de la guerre d'Espagne, mais Concha doit abandonner Madrid pour protéger sa fille Paloma. Elle réside alors en Angleterre, en Belgique et en France, puis rejoint son mari à Barcelone. Sur le chemin de l'exil, ils se réfugient d'abord à Paris en 1939, accueillis par Paul Éluard, puis partent à La Havane en mars de la même année, grâce à l'aide de Pablo Picasso et de Marx Ernst. Ils vivent à Cuba jusqu'en 1943.
Ils s'installent au Mexique en 1944. Manuel Altolaguirre l'abandonne pour la Cubaine María Luisa Gómez Mena (les deux mourront dans un accident en 1959, alors qu'ils revenaient du festival de cinéma de Saint-Sébastien).
Concha continue ses publications de poèmes dans le journal Hora de España.
El Solitario (Nacimiento), drame poétique en trois actes, paraît en 1935. Son dernier ouvrage, Vida o río sort en 1979.
Elle ne rentrera jamais en Espagne et meurt à Mexico en 1986.